# Irrigation gravitaire
L’irrigation gravitaire est un mode d'irrigation ancestral qui repose sur l'utilisation de la pente naturelle du terrain pour distribuer l'eau par simple gravité, sans recours à des systèmes de pompage mécanique. Ce système est particulièrement adapté aux régions où l'eau est acheminée par des canaux d'irrigation depuis des cours d'eau ou des retenues naturelles.

## Principes de l'irrigation gravitaire
L'irrigation gravitaire fonctionne selon plusieurs principes fondamentaux :
- L'utilisation de la topographie : l'eau s'écoule naturellement des points les plus élevés vers les parcelles agricoles situées en aval.
- La répartition par inondation ou par submersion : les parcelles sont irriguées en les inondant temporairement ou en maintenant un niveau d’eau adéquat selon les cultures.
- Les canaux d’irrigation : l’eau est acheminée via un réseau de canaux primaires, secondaires et tertiaires, contrôlés par des dispositifs de régulation comme les martellières ou les vannes.
- L'efficacité hydraulique : un entretien régulier des infrastructures garantit une distribution homogène de l'eau et limite les pertes par infiltration excessive ou évaporation. L'irrigation gravitaire est plus gourmande en eau, mais une partie est restitué à la nappe phréatique.

## Gestion par les ASA et ASL
En France, la gestion de l'irrigation gravitaire est souvent assurée par des Associations syndicales autorisées (ASA) et des Associations syndicales libres (ASL). Ces structures, regroupant les propriétaires fonciers bénéficiaires, ont pour rôle d’entretenir et de gérer les infrastructures hydrauliques nécessaires à la distribution de l’eau.
Les ASA sont des organismes de droit public dotés d’un statut juridique leur permettant de percevoir des redevances et d’imposer des règlements aux usagers. Elles sont soumises au contrôle administratif de l’État.
Les ASL, quant à elles, sont des structures privées régies par le code rural et de la pêche maritime. Elles fonctionnent sur la base du volontariat et de la coopération entre les propriétaires concernés.

## L’irrigation gravitaire dans la plaine de la Crau

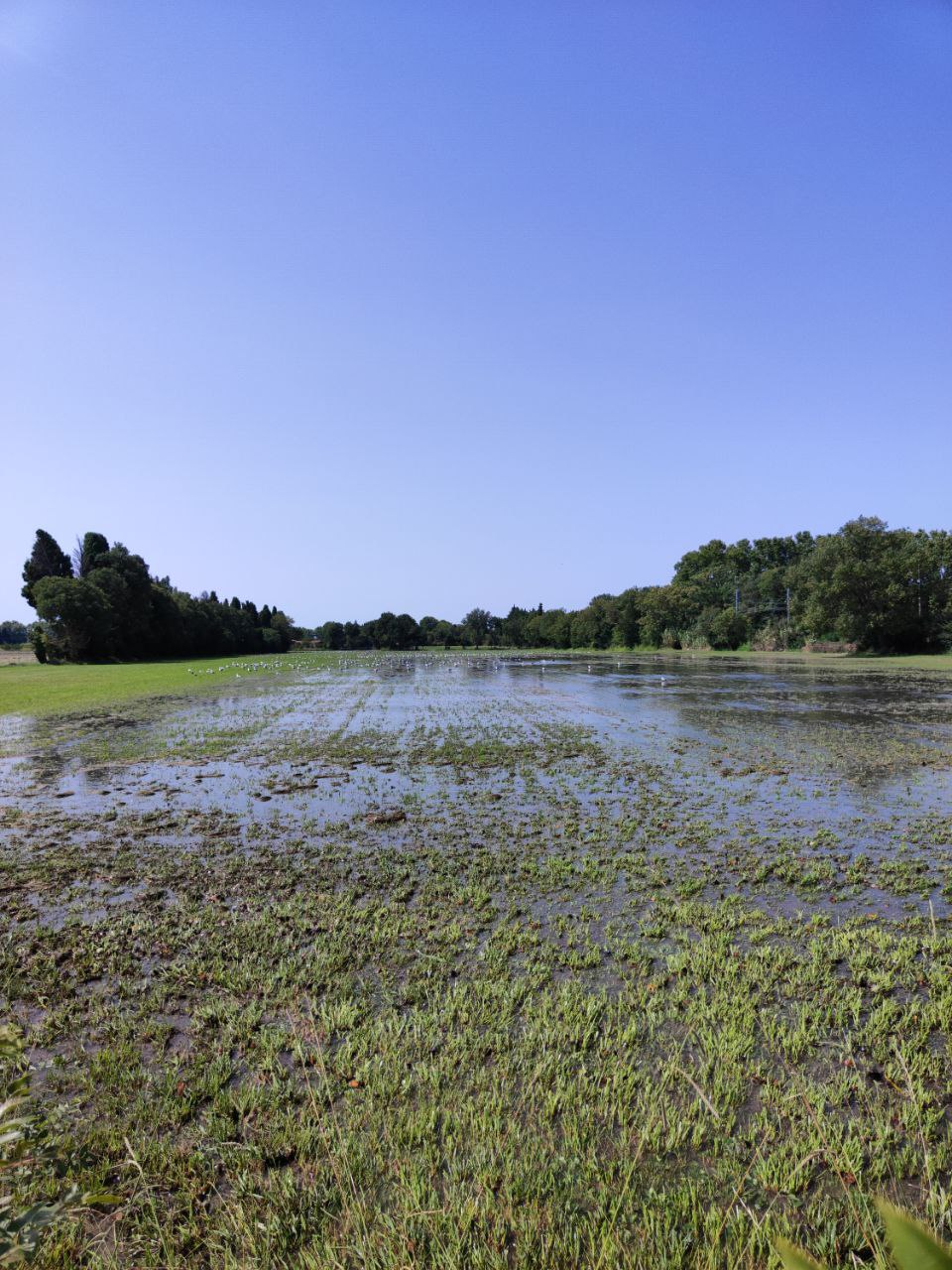
Irrigation gravitaire d'une prairie de Foin de Crau

Un exemple emblématique d'irrigation gravitaire en France est celui de la plaine de la Crau, située dans le département des Bouches-du-Rhône. Cette région utilise un réseau historique de canaux pour l'irrigation des prairies, permettant la production du Foin de Crau, un produit bénéficiant d'une Appellation d'Origine Protégée (AOP).
L'eau provient principalement de la Durance, acheminée par le canal de Craponne, construit au XVIe siècle, et distribuée via un réseau dense de canaux et martellières gérés par des ASA locales. Ce système favorise également la recharge des nappes phréatiques, jouant un rôle essentiel dans l’équilibre hydrologique de la région.
En partie artificielle, la recharge de la nappe phréatique de la Crau est intimement liée à la culture locale du foin de Crau. Véritable chance pour la Crau, cette nappe qui alimente en eau potable près de 300 000 habitants répond aussi aux besoins en eau de l’agriculture et de l’industrie et des milieux naturels remarquables.

## Inscription au patrimoine culturel immatériel
L'irrigation gravitaire est reconnue comme un savoir-faire traditionnel de grande importance. En 2023, elle a été inscrite à l’Inventaire du patrimoine culturel immatériel en France, puis à l'UNESCO, mettant en valeur son rôle historique, écologique et économique.
Cette reconnaissance vise à promouvoir la préservation et la transmission des techniques d’irrigation gravitaire, tout en sensibilisant aux enjeux environnementaux et à l’adaptation aux changements climatiques.

## Enjeux et perspectives
Bien que l'irrigation gravitaire soit un système éprouvé et durable, elle fait face à plusieurs défis :
- L’adaptation au changement climatique : la disponibilité de la ressource en eau devient plus incertaine, nécessitant une gestion optimisée.
- L’entretien des infrastructures : la modernisation et la préservation des canaux et dispositifs hydrauliques exigent des investissements réguliers.
- Les conflits d’usage : la répartition de l’eau entre les différents secteurs (agriculture, industrie, environnement) nécessite une coordination accrue entre les acteurs locaux.

Face à ces défis, des solutions innovantes, comme la télémétrie et l’automatisation des réseaux d’irrigation, commencent à être mises en œuvre pour améliorer la gestion et l’efficience de l’irrigation gravitaire.